# Droga Stanisława
Droga Stanisława (niem. Wrede-Weg) – droga leśna w południowo-zachodniej Polsce, w województwie dolnośląskim, w powiecie kłodzkim.
Droga leśna  wytyczona północno-wschodnim krajem wierzchowiny w północnej części Gór Bystrzyckich, w Sudetach Środkowych, prowadząca od mostu na potoku Duna Górna do Huty. Droga ma około 6,5 km długości przy różnicy wzniesień około 240 m i jest najatrakcyjniejszym widokowo szlakiem Gór Bystrzyckich. Droga posiada dobrze zachowaną kamienistą bitą nawierzchnię. Inicjatorem budowy Drogi Stanisława był leśniczy Fryderyk Wrede (1861-1942), kierownik obszaru Nesselgrund w latach 1907-1929.

## Szlaki turystyczne
Drogą Stanisława przechodzą dwa szlaki turystyczne:
- z Polanicy-Zdroju do Bystrzycy Kłodzkiej,
- z Gorzanowa na Przełęcz Spaloną.